# ヴェルミチェッリ

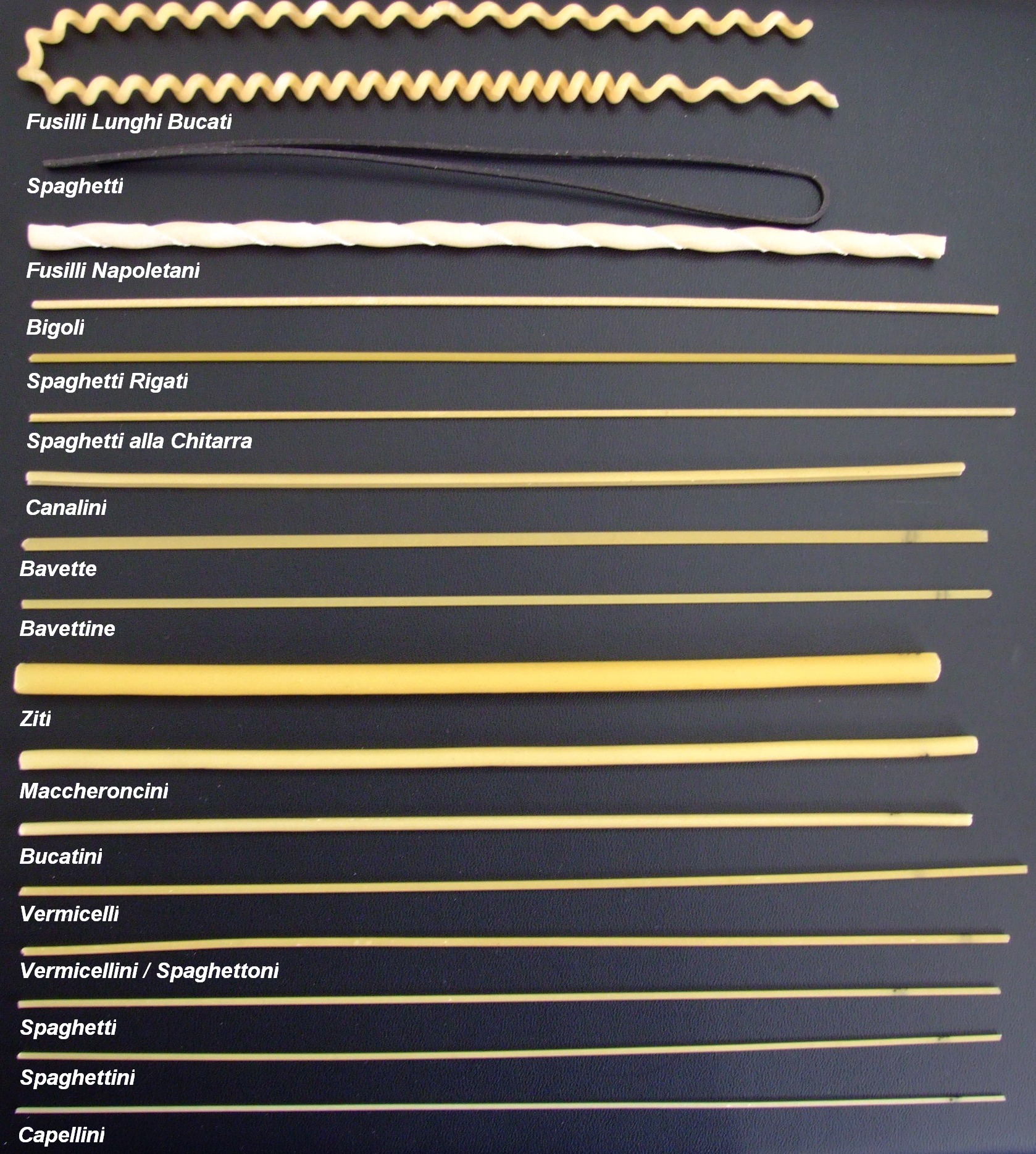
イタリアのさまざまなロングパスタ。下から5番目のパスタがヴェルミチェッリである。

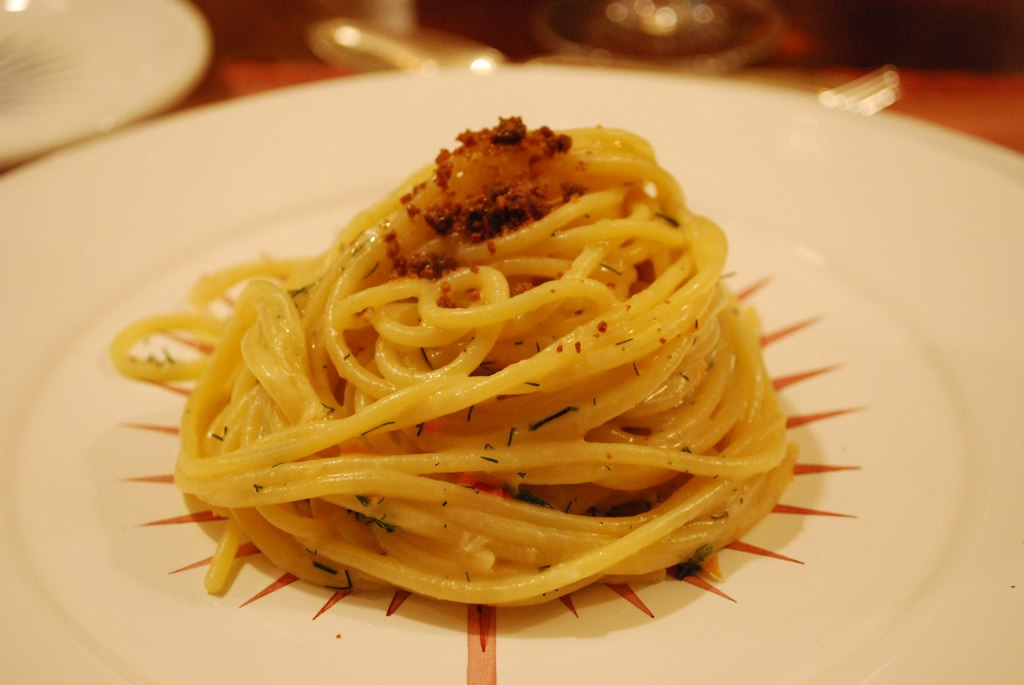
ヴェルミチェッリ

ヴェルミチェッリ（イタリア語: vermicelli [veɾmiˈtʃɛlːi]）とは、イタリア料理で使われる麺類であるパスタのひとつ。名称はミミズやヒルのような長い虫という意味の「ヴェルメ」（verme）の指小形で、「小さいヴェルメ」の意。断面はスパゲッティ同様に円形（管状）だが、スパゲッティよりやや太めの2.08mm〜2.14mm。
英語読み（[vɜrmɨˈtʃɛli, vɜrmɨˈsɛli]）の「ヴァーミセリ」「バーミセリ」という名でも知られている。英語圏では普通、「ヴァーミセリ」はスパゲッティよりも細い麺のことを指し、スペイン語、オランダ語でも同様にスパゲッティより細い麺を指す。フランス語では極細の麺を指す。しかしイタリアでは典型的な「ヴェルミチェッリ」はスパゲッティよりも太いものを指す。

## 歴史
14世紀のイタリアでは地方ごとに呼び名は異なっていた。レッジョ・エミリア出身の Barnaba da Reatinis は、著書の中で、トスカーナでいうヴェルミチェッリのことを、ボローニャでは「orati」と呼び、ヴェネツィアでは「minutelli」と呼び、レッジョでは「fermentini」と呼び、マントヴァでは「pancardelle」と称していたことを書き記している。
ヴェルミチェッリのレシピは、カメルレンゴ（ローマ教皇の秘書長）の料理人などを務め、15世紀のイタリアで並ぶ者がないと称された高名な料理の名匠、マンティーノ・ダ・コモ（Martino da Como）が編纂した『シチリアのマカロニとヴェルミチェッリの調理法』（De arte Coquinaria per vermicelli e maccaroni siciliani）に初出している。同じくマンティーノの編集した『調理法の書』（Libro de arte coquinaria）でもヴェルミチェッリの調理法はいくつか登場している。これによれば当時のヴェルミチェッリは2年間から3年間かけて天日干しされたという。

## ロングパスタの太さの比較

### イタリア
イタリアでは次のように、ヴェルミチェッリはスパゲッティよりも太いパスタであると定義されている。
| パスタの名前                                                                    | 細さ                                                       |
| ------------------------------------------------------------------------------- | ---------------------------------------------------------- |
| ヴェルミチェッリ                                                                | 直径 2.08 ミリから 2.30 ミリの間で、業者によって差がある。 |
| スパゲッティ                                                                    | 直径 1.92 ミリから 2.00 ミリの間                           |
| ヴェルミチェッリーニ                                                            | 直径 1.75 ミリから 1.80 ミリの間                           |
| フェデリーニ                                                                    | 直径 1.37 ミリから 1.47 ミリの間                           |
| カペッリーニ （カペッリ・ダンジェロ（capelli d'angelo、「天使の髪の毛」）とも） | 直径 0.8 ミリから 0.9 ミリの間                             |

### アメリカ合衆国
アメリカ合衆国では、全米パスタ協会（National Pasta Association, イタリアのイタリアパスタ産業組合（Unione Industriali Pastai Italiani）とは無関係）が、ヴァーミセリをスパゲッティよりも細い麺であると定義している。
アメリカ合衆国連邦規則集21巻では、スパゲティとヴァーミセリは次のように直径で定義される。
| パスタの名前 | 太さ                                                         |
| ------------ | ------------------------------------------------------------ |
| スパゲティ   | 直径 0.06 インチ（1.5ミリ）から 0.11 インチ（2.8ミリ）の間。 |
| ヴァーミセリ | 直径 0.06 インチ（1.5ミリ）以下。                            |

### 日本
日本では、食品表示法に基づく食品表示基準（2015年改正）の別表第4に「マカロニ類」という項目があり、バーミセリー（太さ1.2ミリ未満）はスパゲティ（太さ1.2ミリ〜2.5ミリ）よりも細いものと定められている。
| 「マカロニ類」の名称 | 定義                                                                                        |
| -------------------- | ------------------------------------------------------------------------------------------- |
| マカロニ             | 2.5ミリメートル以上の太さの管状又はその他の形状（棒状又は帯状のものを除く。）に成形したもの |
| スパゲティ           | 1.2ミリメートル以上の太さの棒状又は2.5ミリメートル未満の太さの管状に成形したもの            |
| バーミセリー         | 1.2ミリメートル未満の太さの棒状に成形したもの                                               |
| ヌードル             | 帯状に成形したもの                                                                          |

## 各国のバーミセリ（細麺）
世界には以下のようなさまざまな細麺があるが、いずれも英語ではバーミセリと訳されることがある。
南アジアでは、セヴィヤン（ウルドゥー語ではورمیسیلی、ヒンディー語でसेवइयां。同じような麺はベンガル語では ভার্মিসেলি, グジャラート語では sev, カンナダ語では shavige, テルグ語では sevalu /semiya, タミル語では semiya などと呼ばれる）というデュラムセモリナ小麦粉から作る麺がある。これらは、ウプマ（Upma, 麺あるいは小麦粉を野菜などと共にスパイスで炒める料理）に使われたり、キール（Kheer、ライスプディングとも）という甘いデザートに米の代わりに使われることもある。

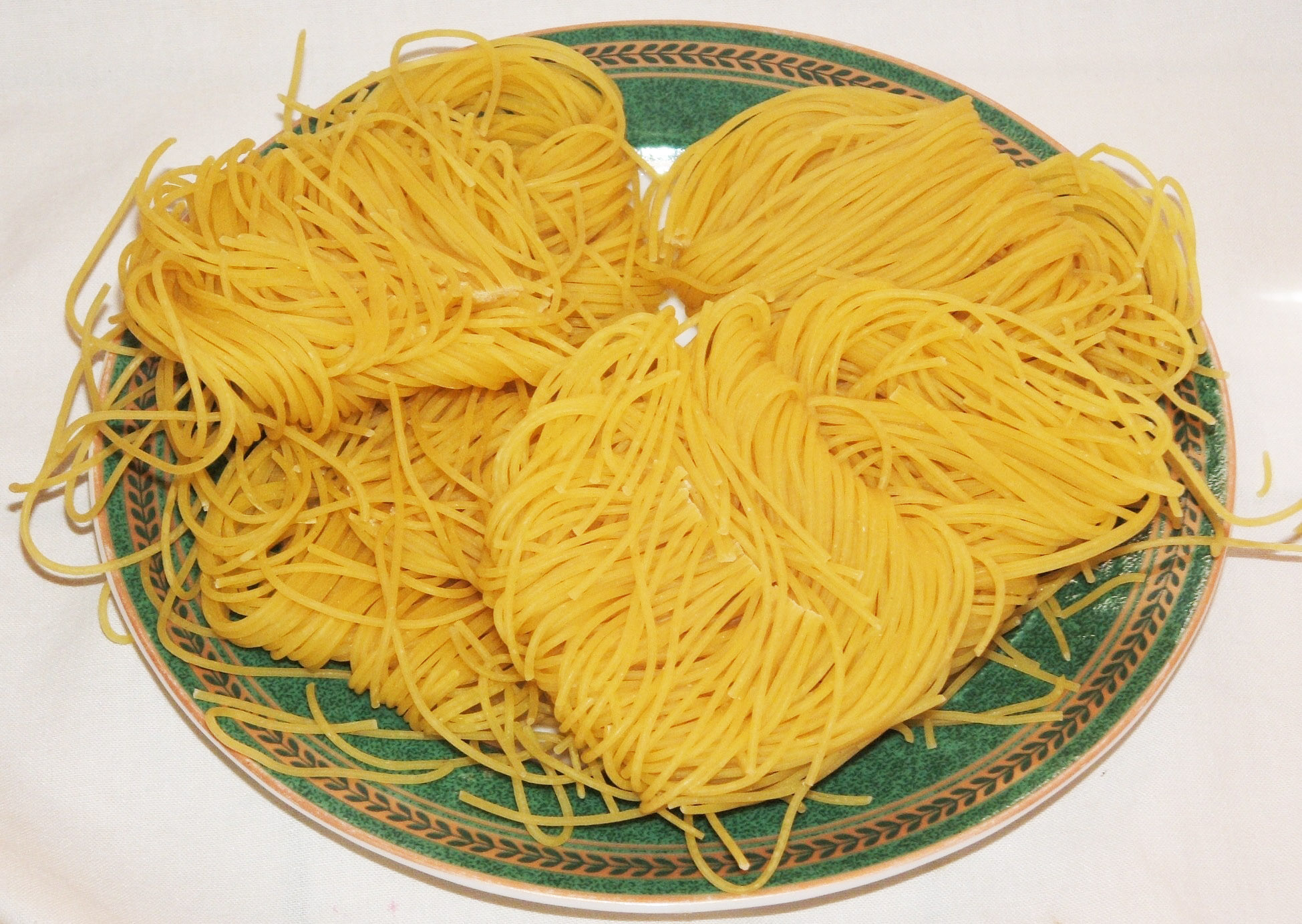
メキシコのフィデオ

東アジアには、米で作った米粉（ビーフン）、小麦で作った麺線（メンセン）や素麺（そうめん）、緑豆で作った粉糸（春雨）などといった麺があるが、これもバーミセリと訳される。
中南米にはフィデオ（fideo）という麺があり、チキンスープなどに使われる。
エジプトなどでは米から作るシェレヤ（she'reya,  شعريه ）という細麺があり、炒め物などに使われている。イランにはレシュテ（reshteh,  رشته ）という細麺があり、アーシュ・レシュテというスープのほか、デザートなどにも使われている。
イベリア半島ではアラブ人の征服により細麺が持ち込まれ、現代のポルトガルやスペインではデザートやスープに用いられている。ポルトガルでは細麺はアレトリア（Aletria）と呼ばれ、米の代わりにアレトリアを使ったライスプディング状のデザートもアレトリアと呼ばれる。